# Rico Linhas Aéreas Flight 4815
Rico Linhas Aéreas Flight 4815 var ett haveri som inträffade under en reguljärflygning 14 maj 2004. Flygningen utfördes av det regionala brasilianska flygbolaget Rico Linhas Aéreas. Planet lyfte från São Paulo med en mellanlandning i Tefé och med Manaus som slutdestination.

## Olyckssekvensen
Båda piloterna var mycket meriterade och hade över 30 000 flygtimmar emellan sig. Kaptenen hade under sin karriär flugit 19 069 timmar, varav 5 819 på flygplanstypen. Andrepiloten hade även han flugit över nästan 12 000 timmar under sin karriär och 4 637 timmar med Embraer EMB-120-planet. Flygningen från São Paulo till Tefé verkar enligt utredningen ha gått rutinmässigt och planenligt.
Under landningsförsöket var vädret i Manaus mycket marginellt (dåligt väder, gränsfall om landningsförsök är tillåtna. Varierar från flygplats till flygplats och vilken typ av landning som skall utföras.). Läget försvårades även av ett annat plan som ankom med ett medicinskt nödanrop (Mayday-deklaration) och därför fick företräde. Planet fick därför cirkulera i området och vänta på sin tur. Någonstans under detta skede började flygplanets ena propeller att skena och generera alldeles för mycket kraft. Flygplanet föll därefter ur kurs och besättningen kunde inte hantera situationen och planet havererade ungefär 10 kilometer från landningsbanan i Manaus i tät djungel klockan 18:30 lokal tid efter ha försvunnit från radarn i Manaus. Samtliga 30 passagerare och 3 besättningsmedlemmar omkom omedelbart i olyckan. Kroppsdelar och vraket hittades av räddningstjänst klockan 02:10 på morgonen dagen efter olyckan.

## Utredning och eftermäle
Incidenten med Rico Linhas Aéreas Flight 4815 är intressant eftersom det finns så pass många faktorer som bidrog till olyckan. Hade bara en av orsakerna inte förekommit hade förmodligen olyckan aldrig inträffat. Olyckan skedde under en tid med en mängd flygolyckor i Brasilien, bland annat på grund av bristande säkerhetskontroller och undermålig flygledning, som då sköttes av militären. Emellertid har säkerhetsläget inom brasilianskt flyg förbättrats markant sedan 2010-talet.
Olyckan utreddes av den brasilianska haverikomissionen CENIPA, som drog slutsatsen att olyckan orsakats av pilotfel men med flera tidigare nämnda bidragande orsaker. Även flygbolagets underhåll av sina flygplan kritiserades.
Rico Linhas Aéreas, som var baserat i Manaus, fortsatte emellertid sin verksamhet fram till och med år 2010 då deras luftcertifikat drogs in av brasilianska myndigheter då man inte kunde säkerställa operationernas säkerhet. En del av företaget finns dock kvar, nu under namnet Rico Taxi Aéreo LTDA, som erbjuder flygtaxitjänster och övertog delar av Rico Linhas Aéreas flotta och personal.